# Hitomi Watanabe
Hitomi Watanabe (渡辺 眸, Watanabe Hitomi, née en 1939) est une photographe japonaise renommée.

## Éléments biographiques
Travaillant pour une petite maison d’édition, elle est amenée à s'intéresser à la photographie lorsque cet employeur la sollicite pour photographier elle-même un auteur. « Je n’avais jamais pris de photo et j’ai pensé que si je voulais conserver mon travail, je devais apprendre. Je me suis inscrite à l’École de photographie de Tokyo. J’étais la seule fille ! C’était en 1967 ». Pour l'obtention de son diplôme, en 1968, elle retient comme thème les marchands forains ambulants appelés tekiya. Puis, elle parcourt le quartier de Shinjuku, ainsi que les manifestations étudiantes, ces étudiants affrontant la police casqués et armés de lances en bambou ainsi que de cocktails Molotov. Elle suit les Zenkyoto. Le quartier de Shinjuku est à la fin des années 1960 un des foyers du mouvement d’opposition à la guerre du Vietnam, et d'une culture underground,.
Ces mouvements étudiants prennent fin durant les années 1970. Après une période difficile, elle change de vie, mais aussi de thèmes pour ses travaux photographiques. Elle s'intéresse notamment à l'Inde et au Népal, et à la spiritualité. Elle découvre « le sublime chaos de la vie », et s'intéresse aux fleuves au cours somnolant, aux fleurs de lotus ou encore aux singes du temple Swayambhunath surplombant Katmandou.

## Publications principales
- 1983 : Tenjiku, Yasosha
- 2000 : Nihon shashinka jiten (日本写真家事典?) / 328 Outstanding Japanese Photographers. Kyoto, Tankōsha, 2000.  (ISBN 4-473-01750-8). (ja) En dépit du titre alternatif en anglais, tout le texte est en japonais.
- 2001 : Open, Lotus, Shuppansinsha
- 2005 : Photo Documentation: Todai Zenkyoto 1968–69, Shinchosha
- 2014 : 1968 Shinjuku, Machikarasha
- 2015 : Tokyo University 1968-1969 ; Behind the Blockade, Zen Photo Gallery